# AC Reggiana 1919
Associazione Calcio Reggiana 1919, zkráceně jen Reggiana je italský klub hrající v sezoně 2024/25 2. italskou fotbalovou ligu, sídlící ve městě Reggio Emilia v regionu Emilia-Romagna.
Klub byl založen v roce 2018 jako Reggio Audace Football Clu, když původní klub ohlásil bankrot. Přebral tak historickou tradici z roku 1919, kdy byl založen Associazione Calcio Reggiana. V Serii A je nejlepší úspěch 13. místo v sezoně 1993/94 a celkem ji hrál tři sezony.

## Změny názvu klubu
- 1919/20 – 2004/05 – AC Reggiana (Associazione Calcio Reggiana)
- 2005/06 – 2017/18 – AC Reggiana 1919 (Associazione Calcio Reggiana 1919)
- 2018/19 – 2019/20 – Reggio Audace FC (Reggio Audace Football Club)
- 2020/21 – AC Reggiana 1919 (Associazione Calcio Reggiana 1919)

## Získané trofeje

### Vyhrané domácí soutěže
- 2. italská liga (1x)

1992/93
- 3. italská liga (6x)

1939/40, 1957/58, 1963/64, 1970/71, 1982/81, 1988/89, 2022/23
- 4. italská liga (1x)

2007/08

## Historie
Klub byl založen díky člověku Severina Taddeie 25. září 1919 jako Associazione Calcio Reggiana. Spojil se tak fotbalový klub Reggio Foot-Ball a kriketový klub Cricket Club e l'Audace Reggio. Již v sezoně 1922/23 se klub ocitl ve druhé lize a nejvyšší ligu si již hrál v sezoně 1924/25. Do roku 1945 se hrála druha a třetí liga.
Špatné období přišlo v sezoně 1952/53 když byl vyloučen ze třetí ligy za údajný sportovní přestupek proti Parmě. Od té chvíle je mezi kluby velká rivalita a jejích utkání se jmenuje Derby dell'Enza. Do druhé ligy se vrátil v sezoně 1958/59.
V sezoně 1993/94 klub po 65 letech hrál nejvyšší ligu. Vydržel zde dva roky a poté sestoupil i když se v sezoně 1996/97 na jednu sezonu vrátil, tak opět sestoupil. Sezonu 1999/00 skončil na sestupovém 17. místě a musel do třetí ligy.
Po sezoně 2004/05 je klub vyloučen z ligy kvůli nesrovnalostem v rozpočtu. Klub skončil ale je znovu založen – Associazione Calcio Reggiana 1919 a začalo se hrát ve čtvrté lize. Další krach přišel po sezoně 2017/18. Opět se založil nový klub Reggio Audace Football Club, který se v roce 2020 přejmenoval na Associazione Calcio Reggiana 1919. Opět se začalo hrát od Serie D, kterou za hned první rok vyhrál a za další rok vyhrál i Serii C. Poté hrál jednu sezonu druhou ligu se které sestoupil a znovu si ji zahraje v sezoně 2023/24.

## Účast v ligách
| Úroveň soutěže | Název soutěže (nynější název) | První hraná sezona | Poslední hraná sezona | celkem odehraných sezon |
| -------------- | ----------------------------- | ------------------ | --------------------- | ----------------------- |
| 1              | Serie A                       | 1924/25            | 1996/97               | 7                       |
| 2              | Serie B                       | 1922/23            | 2024/25               | 40                      |
| 3              | Serie C                       | 1930/31            | 2022/23               | 47                      |
| 4              | Serie D                       | 1953/54            | 2018/19               | 7                       |

Historická tabulka Serie A od sezony 1929/30 do 2023/24.
| Celkové místo | Odehraných sezon | Celkem bodů | Celkem zápasů | Celkem výher | Celkem remíz | Celkem proher | Celkové skore |
| ------------- | ---------------- | ----------- | ------------- | ------------ | ------------ | ------------- | ------------- |
| 59            | 3                | 68          | 102           | 16           | 30           | 56            | 81:160        |

## Fotbalisté

### Historické statistiky
| Počet utkání | Počet utkání       | Počet utkání |  | Počet branek | Počet branek      | Počet branek |
| Pořadí       | Jméno              | Počet        |  | Pořadí       | Jméno             | Počet        |
| 1.           | Athos Panciroli    | 310          |  | 1.           | Alcide Ivan Violi | 109          |
| 2.           | Giampiero Grevi    | 289          |  | 2.           | Stefano Aigotti   | 63           |
| 3.           | Roberto Stefanello | 255          |  | 3.           | Giovanni Cappi    | 59           |
| 4.           | Orlando Bertini    | 253          |  | 4.           | Arturo Benelli    | 58           |
| 5.           | Milo Campari       | 250          |  | 5.           | Aldo Catalani     | 57           |

### Rekordní přestupy
| Nákup  | Nákup                | Nákup     | Nákup      | Nákup           |  | Prodej | Prodej             | Prodej    | Prodej   | Prodej          |
| Pořadí | Jméno                | sezona    | klub       | částka          |  | Pořadí | Jméno              | sezona    | klub     | částka          |
| 1.     | Paulo Futre          | 1994/1995 | Marseille  | 1 mil. Euro     |  | 1.     | Andrea Silenzi     | 1990/1991 | Neapol   | 3,6 mil. Euro   |
| 2.     | Giuseppe Ticli       | 2001/2002 | Inter      | 0,516 mil. Euro |  | 2.     | Sunday Oliseh      | 1995/1996 | Köln     | 1,5 mil. Euro   |
| 3.     | Dietmar Beiersdorfer | 1996/1997 | Köln       | 0,315 mil. Euro |  | 3.     | Fabrizio Ravanelli | 1992/1993 | Juventus | 1,5 mil. Euro   |
| 4.     | Luca Zamparo         | 2020/2021 | Parma      | 0,3 mil. Euro   |  | 4.     | Marco Balotta      | 1997/1998 | Lazio    | 1 mil. Euro     |
| 5.     | Davide Voltan        | 2020/2021 | Vis Pesaro | 0,170 mil. Euro |  | 5.     | Paulo Futre        | 1995/1996 | Milán    | 0,750 mil. Euro |

### Na velkých turnajích

#### Vítěz Mistrovství světa
- Cláudio Taffarel (MS 1994)

#### Účastník Mistrovství Evropy
- Igor' Simutenkov (ME 1996)

#### Účastník Afrického poháru národů
- Prince Ikpe Ekong (APN 2004)

#### Účastník Olympijských her
- Giandomenico Baldisseri (OH 1960)

### Česká stopa
- Edvard Lasota – (1998/99, 2000/01)
- Lukáš Zima – (2014)